# فرانچسکو کورسینلی
فرانچسکو کورسینلی (انگلیسی: Francesco Corsinelli؛ زادهٔ ۲۱ نوامبر ۱۹۹۷) بازیکن فوتبال است.
از باشگاه‌هایی که در آن بازی کرده‌است می‌توان به باشگاه فوتبال جنوآ اشاره کرد.